# Steinpapier
Steinpapier ist ein Bedruckstoff, der aus ca. 80 Gew.-% (ca. 60 Vol.-%) Calciumcarbonat (Kalkstein) und ca. 20 Gew.-% (ca. 40 Vol.-%) Polyethylen-Harz (HDPE) als Bindemittel hergestellt wird. Das Polyethylen gibt dem Papier Elastizität und Festigkeit. Das Calciumcarbonat dient überwiegend als Füllstoff, der die Verarbeitbarkeit (durch Extrusion) verbessert und das Papier steif, undurchsichtig und leicht porös macht, wodurch es wässrige und ölige Schreib- und Druckfarben annimmt.
Geringe Mengen Titandioxid und anderer Stoffe dienen zur beidseitigen Beschichtung des Papiers.
Aufgrund der Zusammensetzung ist die Dichte bis zu 60 % höher als die von Papier. In Druckereien wird Steinpapier gewöhnlich in der 144- und 420-g/m2-Grammatur verwendet.

## Geschichte

### Anfänge der Verwendung mineralischer Werkstoffe
Die Verwendung von mineralischen Werkstoffen zur Herstellung von Druckerzeugnissen geht auf Alois Senefelder zurück, der 1819 ein Patent für ein „Steinpapier“ erhielt, das er oberflächlich mit Gips- und Kalkmehl, Ton, Ölen und Metalloxiden vergütete. Dieses Papier erwies sich als wenig alltagstauglich.
Ende des 19. Jahrhunderts wurden mehrere Patente für Steinpapiere verliehen, bei denen Karton mit einer Mischung aus Gelatine, Glycerin, Zinkweiß und Wasser bestrichen und mit einer Alaunlösung oder Formaldehyd fixiert wurde. In einem geringen Umfang wurden derartige Papiere als Umdruck- und Lithografie-Platten verwendet.

### Moderne Steinpapiere
Die Produktion von modernem Steinpapier, auf Polyethylen-Basis, begann in den späten 1990ern und wurde in über 40 Ländern patentiert. Entwickelt wurde es von der Lung Meng Tech Co. in Taiwan und wird unter Bezeichnungen wie Parax Paper, Terraskin, ViaStone, Kampier, EmanaGreen und RockStock vertrieben. In Deutschland wird Steinpapier seit 2010 vermarktet und wird vorwiegend für den Druck von Visitenkarten, Flyern und Speisekarten verwendet.

## Eigenschaften und Verwendung
Steinpapier ist öl- und wasserresistent, lebensmittelecht, antistatisch, schwer entflammbar, nicht körnig und reißfest. Der Kunststoffanteil verbrennt mit sauberer Flamme ohne zu rußen, als Asche verbleibt Kalziumkarbonat. Steinpapier besitzt eine glatte Oberfläche, welche eher die Eigenschaften von beschichtetem Papier hat und daher gut für den Einsatz im Offset-, UV-Offset- und Digitaldruck geeignet ist. Es ist waschmaschinenfest.
Es eignet sich für Tintenstrahl- und Festtintendrucker. Das Trägermaterial Polyethylen beginnt sich ab 65 °C thermisch zu deformieren. Die hohen Temperaturen in den Fixiereinheiten von Laserdruckern und Kopiergeräten stellen ein Problem dar und Steinpapiere sind derzeit nicht für diesen Einsatz geeignet.
Aufgrund seiner Eigenschaften wird Steinpapier für die Herstellung von wasserresistenten Land- und Spezialkarten, Notizbüchern, Werbebannern und Plakaten verwendet. Aufgrund der Reißfestigkeit eignet es sich für stabile Verpackungen, Tragetaschen und Müllsäcke. Darüber hinaus wird Steinpapier zur Herstellung von mechanisch stark beanspruchten Katalogen, Speisekarten und Handbüchern eingesetzt.

## Entsorgung
Steinpapier ist nicht biologisch abbaubar. Unter UV-Einfluss, z. B. durch Sonnenlicht, zersetzt sich der Kunststoffanteil im Laufe der Zeit zu Mikroplastik.
Der Verband Deutscher Papierfabriken sieht den Einsatz von Steinpapier kritisch. Da das Material vom Verbraucher durch die irreführende Bezeichnung Papier nach Gebrauch teilweise über die Altpapiertonne und nicht über die gelbe Tonne entsorgt wird, kommt es durch Eintrag der Polyethylen-Folien zu einer Störung des Recyclingkreislaufs.